# Лемки
Лемки (русински/лемковски: лемкы, украјински: лемки, пољски: Łemkowie) су етничка подгрупа Русина на Карпатима, а област у којој живе је позната као Лемкившчина или Лемковина. Припадају источним Словенима. Већином живе у Словачкој, али и у Пољској и Украјини. Укупна популација је око 70.000 људи.

## Религија
Првобитно Лемки су били, у највећој мери, православне вере. Расколом цркве 1054. почела је и латинизација, нарочито од стране Пољака. Последица тога је су многи Лемки прешло у грко-католичку веру, што је последица Унијатске цркве. То је, по настојању Ватикана, (у 17. веку) спроводила Пољска над православним становништом Кијевске Русије. Данас неки Лемки припадају Украјинској грко-католичкој цркви у Украјини. Унијати у Словачкој су део Словачке грко-католичке цркве. Упркос томе већина припада Православној цркви, захваљујући, између осталог, деловању православног свештеника Максима Сандовича, у Првом светском рату убијеног од стране Аустроугарске. Касније је канонозован од стране Пољске православне цркве (1990-их).
Цркве Лемка су веома нетипичне и лесене.

## Познати Лемки
- Енди Ворхол, амерички сликар
- Андреј Савка, револуционар из 1651
- Игор Хербут, музичар
- Богдан Игор Антонич, песник
- Томас Бел, амерички писац
- Иван Красовски, историчар, етнограф
- Александар Духнович, писац
- Владимир Кубијовјич, географ
- Ниђифор, сликар
- Петро Трочановски, песник
- Анреј Кај, проналазач дигиталног волтметра (1953)
- Максим Сандович, православни свештеник, данас светомученик код Лемка
- Григориј Трочановски, лингвиста
- Ђејм Ворхол, вајар
- Кристина Соловиј, фолклорна певачица